# Kruisbergkerk
De Kruisbergkerk is een bedevaartskerk in de Duitse stad Bonn. De kerk werd in circa 1627 in opdracht van de keurvorst en aartsbisschop van Keulen Ferdinand van Beieren op de top van de Kruisberg gebouwd. De kerktoren is vanuit grote delen van Bonn en het voorgebergte zichtbaar.

## Geschiedenis
Vanaf de 15e eeuw was de plek reeds een bedevaartsoord waar het Heilig Kruis vereerd werd. Een bildstock, een klein religieus monument, langs de weg van Bonn-Ippendorf naar de Kruisberg uit het jaar 1616 getuigt nog van de bedevaart. Volgens een overlevering pelgrimeerden in 1429 circa 50.000 mensen naar een kruis, dat vermoedelijk op dezelfde plaats stond als de plek waar later de kruiskapel gebouwd werd. Deze kruiskapel werd afgebroken ten behoeve van de bouw van de huidige Kruisbergkerk.
Op aansporing van de aartsbisschop kwamen in het jaar 1637 bedelmonniken van de Servietenorde vanuit Innsbruck naar Bonn. Voor de monniken werd een klein klooster aan de toren van de kerk gebouwd. Een plan om een groter klooster te bouwen, waarvan de bouwtekening bewaard bleef, werd nooit uitgevoerd. Tijdens secularisatie in 1802 werden de monniken gedwongen het klooster te verlaten.
In het jaar 1746 liet Clemens August van Beieren naar het voorbeeld van de Scala Santa in Rome een Heilige Trap bij de kerk bouwen. De beroemde bouwmeester Balthasar Neumann verleende hierbij zijn diensten. De Heilige Trap bevindt zich in een aan de kerk grenzend gebouw, dat het huis van Pontius Pilatus moet voorstellen. Kruisen van messing op de tweede, elfde en laatste trede van de in totaal 28 treden tellende trap markeren de plaatsen waar op de Heilige Trap druppels bloed van Christus zouden zijn gevallen. In een kapel aan het einde van de trap staat, net als bij de Scala Santa in Rome, een altaar met kruisigingsgroep. De beschilderingen van de gewelven thematiseren de triomf van het kruis. De trap bestaat uit drie delen, waarvan het middelste deel alleen op knieën mag worden beklommen.
In de periode toen de Jezuïeten het terrein bewoonden van 1855 tot 1872 werden aan de pelgrimsweg vanuit Bonn-Poppelsdorf zeven kleine monumenten opgericht ten behoeve van de zeven voetvallen, een oudere kruiswegvariant op de gebruikelijke veertien kruiswegstaties. Rond het kerkterrein werden de veertien kruiswegstaties aangelegd. De staties zijn slechts gedeeltelijk behouden. Aan de weg van Bonn-Endenich naar de kerk zijn ook een aantal kleine religieuze monumenten opgericht. De Jezuïeten verlieten het terrein
Na het vertrek van de Jezuïeten bewoonden de Franciscanen het kerkterrein van 1889 tot 1968. Afbraak van de Kruisbergkerk en de Heilige Trap kon in 1899 door Caspar Oppenhoff worden voorkomen.
Sinds 1970 bevindt zich op het terrein een centrum voor internationale vorming en uitwisseling van cultuur.

## Beschrijving kerk
De kerk is een kruiskerk. De toren van de kerk wordt door de gebouwen van het voormalige Servieten-klooster omsloten. Het koor van de kerk wordt driezijdig afgesloten. Naast de beschilderingen van de gewelven door Johann Adam Schöpf zijn vooral het hoogaltaar en de kansel uit 1746-1752 het vermelden waard.

## Orgel
Het orgel van de Kruisbergkerk werd in 1998 door de Bonner orgelbouwer Johannes Klais gebouwd, waarbij delen van de het oude instrument uit de jaren 1969-1970 werden hergebruikt. Het orgel staat in een historische behuizing waarvan de herkomst onduidelijk is.

## Klokken
In de toren hangen drie klokken die in 1925 werden gegoten. Omdat weinig Duitse kerkklokken de Tweede Wereldoorlog overleefden hebben ze monumentale waarde.